# Mark Acres
Mark Richard Acres, né le 15 novembre 1962 à Inglewood en Californie, est un joueur américain de basket-ball.

## Biographie
Mark Acres effectue sa carrière universitaire à Oral Roberts, affichant des moyennes de 18,5 points et 9,6 rebonds par match. En 1984, il est élu joueur de l'année de la Midwestern City Conference et est sélectionné dans l'équipe All-America. En 2003, il a été intronisé au Oral Roberts University Hall of Fame et son numéro de maillot (le 42) a été retiré en janvier 2013.
Mark Acres est sélectionné au deuxième tour de la Draft 1985 de la NBA par les Mavericks de Dallas.
Après deux années passées en Italie et en Belgique, il rejoint les Celtics de Boston puis le Magic d'Orlando, les Rockets de Houston et les Bullets de Washington. Il quitte la NBA en 1994 pour retourner en Belgique et termine sa carrière au Portugal en 1998.